# Острава
О́страва (чеськ. Ostrava locally [ˈostrava] ( прослухати), нім. Ostrau, пол. Ostrawa) — місто на північному сході Чехії, третє за кількістю мешканців в країні та центр другої за кількістю населення агломерацією країни, після Праги, адміністративний центр Мораво-Сілезького краю.
Місто розташоване при злитті річок Остравиці, Одри, Лучини й Опави. Історія міста і його зростання тісно пов'язані з експлуатацією і переробленням покладів високоякісного чорного вугілля, відкритих в районі, що дало місту індустріальний вигляд і неофіційну назву — «сталеве серце республіки» під час існування комуністичного правління в Чехословаччині. Багато компаній важкої індустрії зараз закриті або перепрофільовано.

## Географія
Острава розташована на північно-східній околиці Чеської Республіки, близько від кордону з Польщею (15 км) та Словаччиною (55 км). Вона простягається над північною частиною долини Моравська Брама (Moravská brána), що простягнувся з півночі на південь. Середня висота — близько 210 м над рівнем моря.

### Клімат
Місцевий клімат помірний, з теплим літом і холодною вологою зимою. Через східне розташування міста континентальний клімат трохи різкіший, ніж в іншій частині країни. Середньорічна температура: 8,6 °C (січня — −2.4 °C, липня — 17,8 °C), середньорічна кількість опадів — близько 700 мм.
| Клімат Острави           | Клімат Острави | Клімат Острави | Клімат Острави | Клімат Острави | Клімат Острави | Клімат Острави | Клімат Острави | Клімат Острави | Клімат Острави | Клімат Острави | Клімат Острави | Клімат Острави | Клімат Острави |
| Показник                 | Січ.           | Лют.           | Бер.           | Квіт.          | Трав.          | Черв.          | Лип.           | Серп.          | Вер.           | Жовт.          | Лист.          | Груд.          | Рік            |
| Середній максимум, °C    | 0,4            | 2,8            | 7,7            | 13,5           | 18,9           | 21,9           | 23,6           | 23,4           | 19,4           | 14,0           | 6,7            | 2,0            | 12,9           |
| Середній мінімум, °C     | −5,6           | −4,1           | −0,8           | 3,0            | 7,3            | 10,6           | 11,9           | 11,6           | 8,7            | 4,7            | 0,9            | −3,2           | 3,8            |
| Норма опадів, мм         | 27             | 30             | 34             | 52             | 91             | 104            | 91             | 92             | 59             | 42             | 45             | 34             | 701            |
| ------------------------ | -------------- | -------------- | -------------- | -------------- | -------------- | -------------- | -------------- | -------------- | -------------- | -------------- | -------------- | -------------- | -------------- |
| Джерело: Погода и климат |                |                |                |                |                |                |                |                |                |                |                |                |                |

## Історія
Археологічні розкопки підтвердили, що на місці нинішньої Острави люди селилися ще 25,000 років тому. У Середньовіччя через ці місця проходив Бурштиновий шлях. Саме місто було засноване в 1267. З часом економічне значення Острави впало і до кінця XVIII століття вона була маленьким провінційним ремісничим містечком з населенням близько 1000 жителів.
У 1763 були знайдені великі поклади вугілля, що призвело до індустріального буму і припливу населення в місто. У 1830 році в місті було побудовано металургійний завод, в 1847 побудована залізниця, що з'єднала місто з Віднем. Під час Другої світової війни Острава як центр металургії зазнала руйнівного бомбардування англо-американської авіації. У соціалістичний період місто було відновлено після війни та знову стало одним з головних промислових центрів Чехословаччини.
Після оксамитової революції 1989 і переходу до ринкової економіки промисловість Острави зазнала період депресії й піддалася реструктуризації. У 1994 через нерентабельність і небажання чеської влади дотувати цю галузь в околицях міста було припинено видобуток вугілля. Металургійні підприємства було продано транснаціональним компаніям: комбінат Nová huť у 2003 був проданий Mittal Steel, Вітковіцький металургійний комбінат у 2005 — ЄвразХолдинг.

## Адміністративно-територіальний поділ
Острава розділена на 23 районів. Самим густонаселений район — Острава-Юг (113 973 жителів), найменш жителів в районі Нова Вес (682).
Найбільшу територію має район Слезська Острава (41,4 км²), найменшу — район Пустковес (1,07 км²).

## Населення
На 2003, населення Острави становило 315 442 мешканці, що проживають у 23 районах, утворених зі злиття 34 колишніх містечок і сіл. Площа Острави — 212 км². Щільність населення — 1505 осіб на км².
Історично окрім чехів в Остраві проживало багато поляків, німців і євреїв. Однак, під час Другої світової війни багато євреїв було вбито або вислано до концентраційних таборів. Після війни німці були вислані з Острави, відповідно до Декретів Бенеша, і в місто почали прибувати словаки. Таким чином, більшість мешканців Острави (більш ніж 90 %) зараз складають чехи або моравани, у місті також проживає меншість словаків (близько 3,4 %)..
Населення Острави говорить на особливому діалекті чеської мови, у якому скорочуються всі голосні звуки, а наголос ставиться на передостанній склад, що робить діалект схожим на польську мову.
Через недавню реструктуризацію важкої промисловості району рівень безробіття набагато вище, ніж у середньому по країні — 18,4 % (на 2004), що становить близько 30,000.

## Промисловість
Металургія — АрселорМіттал Острава (5685 працівників), Євраз Вітковіце Стіл (1111 працівників)
Машинобудування — Вітковіце Машини Холдинг (7896 працівників), ШКОДА ВАГОНКА (336 працівників)
Виробництво автомобілів — СУНГВВОО ХІТЕХ (1505 працівників), Хаиес Леммерз (726 працівників), КЕС електронних систем (647 працівників)
Хімічна промисловість — БорсодХім МХЗ (354 працівників)
Інформаційні технології — Тието (1952 працівників), ПЕГАТРОН (548 працівників)
Енергетика — Далькия (750 працівників)

## Культура
В Остраві 4 театри: Národní divadlo moravskoslezské (Національний театр Моравії-Сілезії). У нього дві будівлі: Divadlo Antonína Dvořáka (імені Антоніна Дворжака) і Divadlo Jiřího Myrona. Інші театри: Divadlo Petra Bezruče (імені Петра Безруча), Komorní scéna Aréna (Камерний театр-арена) і Ляльковий театр Острава.

## Університети
- VŠB — Технічний університет Острави
- Університет Острави
- Бізнес-школа Острави

## Транспорт

### Міський транспорт
Представлено трамваєм (найбільша мережа в Моравії та друга в країні), тролейбусом, автобусом та таксі.

### Авіатранспорт
За 20 км від центру міста знаходиться міжнародний аеропорт Леоша Яначека, з якого здійснюються регулярні рейси до Праги, Дюссельдорфа, Мілану, Лондона та Дубаї.

## Міста-побратими
| Місто     | Країна           | Співпраця з року         | Напрямки співпраці |
| --------- | ---------------- | ------------------------ | --- |
| Катовіце  | Польща           | 1960, реставрований 1996 | реформа державного управління, організація чесько-польських днів, відродження промислових територій                                                                                                   |
| Дрезден   | Німеччина        | 1971, поновлено 1995     | культура, молодь, освіта |
| Розділити | Хорватія         | 1976 рік                 | співробітництво в галузі культури та безпечного транспорту в Європі |
| Пірей     | Греція           | 1997 рік                 | співробітництво в галузі культури, освіти |
| Ковентрі  | Великобританія   | 1957, реставрована 1990  | освіта, співпраця господарських палат |
| Кошице    | Словаччина       | 2001 рік                 | відродження промислових територій, культури, кооперації пенсіонерів |
| Мішкольц  | Угорщина         | 2001 рік                 | ревіталізація промислових зон |
| Пітсбург  | США              | 2001 рік                 | ревіталізація промислових територій, екологія |
| Уральськ  | Казахстан        | 2008 рік                 | бізнес, економічне, науково-технічне співробітництво, охорона навколишнього середовища, спорт, туризм, малий та середній бізнес                                                                       |
| Шривпорт  | США              | 2015 рік                 | |
| Газіантеп | Туреччина        | 2012 рік                 | підтримка розвитку економічних відносин, культурного обміну |
| Абомі     | Республіка Бенін | 2012 рік                 | урбаністика та відродження міста, стратегічне планування, підтримка підприємницької діяльності, захист навколишнього середовища, діяльність органів самоврядування, освіта та культура, туризм, спорт |
| Дніпро    | Україна          | 2024 рік                 | промисловості, бізнесу, освіти, культури, спорту |

У 1949–2022 роках містом-партнером Острави був Волгоград, а в 2009–2022 роках Донецьк.  Обидва партнерства були припинені через війну між Росією та Україною.

## Уродженці
- Томаш Вацлік (*1989) — відомий чеський футболіст, воротар.
- Томаш Галасек — чеський футболіст, бронзовий призер Чемпіонату Європи (2004)
- Віра Хитілова — чеський кінорежисер, авангардист і піонер чеського кінематографа
- Збинек Іргл — чеський хокеїст, Переможець молодіжного чемпіонату світу (2000)
- Марек Янкуловський — чеський футболіст, переможець Ліга чемпіонів УЄФА з AC Milan (2007)
- Філіп Куба — чеський хокеїст, переможець чемпіонату світу (2001)
- Іван Лендл — чеський тенісист, переможець 8 Великого Шолома, переможець Кубка Девіса (1980)
- Мирослав Мамула — чехословацький комуністичний політик
- Лев Прхала — генерал чехо-словацької армії, 1939 року президент Чехо-Словаччини призначив його членом уряду Карпатської України.
- Яромір Шиндел — чеський хокеїст, Чемпіон світу (1985)
- Ріхард Шмеглик — чеський хокеїст, переможець зимових Олімпійських ігор (1998), володар Кубка Стенлі (2003)
- Любомир Заоралек — міністр закордонних справ Чеської Республіки
- 11128 Остравія — астероїд, названий на честь міста[5].

## Галерея

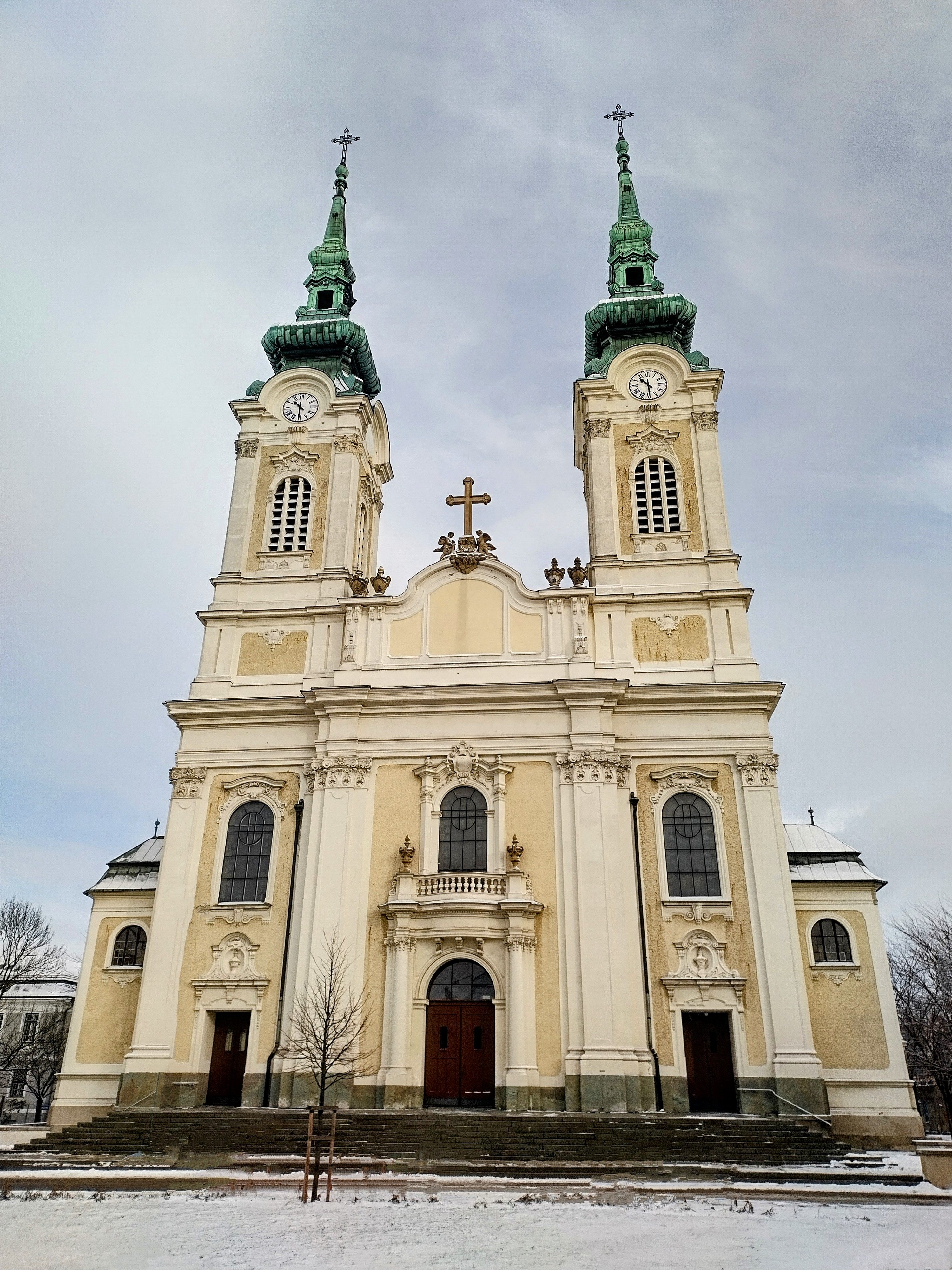
Костел Богоматері Королеви